# 1666
1666 (MDCLXVI) je bilo navadno leto, ki se je po gregorijanskem koledarju začelo na petek, po 10 dni počasnejšem julijanskem koledarju pa na ponedeljek.

## Dogodki
- 2. – 5. september - po Londonu divja katastrofalen požar, ki skoraj popolnoma uniči mestno središče.
- 22. december - francoski kralj Ludvik XIV. ustanovi Académie des sciences.

## Rojstva
- 21. marec - Ogju Sorai, japonski konfucijanski filozof in ekonomist († 1728)
- 12. november - Mary Astell, angleška filozofinja in feministka († 1731)

## Smrti
- 25. oktober - Abas II., perzijski šah (* 1632)